# ベネヴェッロ
ベネヴェッロ（伊: Benevello）は、イタリア共和国ピエモンテ州クーネオ県にある、人口約500人の基礎自治体（コムーネ）。

## 地理

### 位置・広がり

#### 隣接コムーネ
隣接するコムーネは以下の通り。
- アルバ
- ボルゴマーレ
- ディアーノ・ダルバ
- レークイオ・ベッリア
- ロデッロ